# Aeranthes orthopoda
Aeranthes orthopoda là một loài thực vật có hoa trong họ Lan. Loài này được Toill.-Gen., Ursch & Bosser mô tả khoa học đầu tiên năm 1960.